# Archidiocèse de Kupang
L′archidiocèse de Kupang (en latin : Archidioecesis Kupangensis) est une Église particulière de l'Église catholique en Indonésie, dont le siège est à Kupang, capitale des Nusa Tenggara oriental ou Petites îles de la Sonde orientales.

## Histoire
Le diocèse de Kupang a été érigé le 13 avril 1967 par séparation du diocèse d'Atambua.
Il a été élevé au rang d'archidiocèse métropolitain le 23 octobre 1989 avec, comme suffragants, les diocèses d'Atambua et de Weetebula.

## Organisation
L'archidiocèse couvre le territoire de Kabupaten Kupang, Kabupaten Timor Tengah Selatan, l'ile d'Alor et l'ile de Pantar.
La cathédrale de l'archidiocèse est la cathédrale du Christ-Roi de Kupang.

## Évêques et archevêques
- Gregorius Manteiro S.V.D. (1967-1997), évêque, promu archevêque en 1989.
- Peter Turang (1997-2024)
- Hironimus Pakaenoni (en) (2024- )

## Source
- (en) Catholic-Hierarchy